# Mórichida
Mórichida ([ˈmoːɾit͡sˌhidɒ]) est un village et une commune du comitat de Győr-Moson-Sopron en Hongrie.